# Belemia
Belemia é um género botânico pertencente à família Nyctaginaceae.